# Fußball-Weltmeisterschaft 1962/Statistik
Dieser Artikel gibt einen Überblick über die Rekorde und Statistiken zur Fußball-Weltmeisterschaft 1962.

## Abschlusstabelle WM 1962
Die folgende Rangliste berücksichtigt die Kriterien der FIFA.
| Rang | Mannschaft       | Spiele | Siege | Unentschieden | Niederlagen | Tore | Tordifferenz | Punkte |
| ---- | ---------------- | ------ | ----- | ------------- | ----------- | ---- | ------------ | ------ |
| 1    | Brasilien        | 6      | 5     | 1             | 0           | 14:5 | +9           | 11:1   |
| 2    | Tschechoslowakei | 6      | 3     | 1             | 2           | 7:7  | ±0           | 7:5    |
| 3    | Chile            | 6      | 4     | 0             | 2           | 10:8 | +2           | 8:4    |
| 4    | Jugoslawien      | 6      | 3     | 0             | 3           | 10:7 | +3           | 6:6    |
| 5    | Ungarn           | 4      | 2     | 1             | 1           | 8:3  | +5           | 5:3    |
| 6    | Sowjetunion      | 4      | 2     | 1             | 1           | 9:7  | +2           | 5:3    |
| 7    | BR Deutschland   | 4      | 2     | 1             | 1           | 4:2  | +2           | 5:3    |
| 8    | England          | 4      | 1     | 1             | 2           | 5:6  | −1           | 3:5    |
| 9    | Italien          | 3      | 1     | 1             | 1           | 3:2  | +1           | 3:3    |
| 10   | Argentinien      | 3      | 1     | 1             | 1           | 2:3  | −1           | 3:3    |
| 11   | Mexiko           | 3      | 1     | 0             | 2           | 3:4  | −1           | 2:4    |
| 12   | Uruguay          | 3      | 1     | 0             | 2           | 4:6  | −2           | 2:4    |
| 13   | Spanien          | 3      | 1     | 0             | 2           | 2:3  | −1           | 2:4    |
| 14   | Kolumbien (E)    | 3      | 0     | 1             | 2           | 5:11 | −6           | 1:5    |
| 14   | Bulgarien (E)    | 3      | 0     | 1             | 2           | 1:7  | −6           | 1:5    |
| 15   | Schweiz          | 3      | 0     | 0             | 3           | 2:8  | −6           | 0:6    |

Anmerkungen:
- Entscheidend für die Reihenfolge nach FIFA-Kriterien ist zunächst die erreichte Runde (Sieger, Finalist, Dritter, Halbfinalist, Viertelfinalist, Vorrunde). Ist die erreichte Runde gleich, entscheiden der Reihe nach die Zahl der Punkte, die Tordifferenz, die Zahl der geschossenen Tore und der direkte Vergleich.[1]
- (E) = Erstteilnehmer

## Spieler
- Ältester Spieler: Nílton Santos (Brasilien) mit 37 Jahren (6 Einsätze)
- Jüngster Spieler: Gianni Rivera (Italien) mit 18 Jahren und 286 Tagen (1 Einsatz)

Anmerkung: Nicht von allen Spielern sind die Geburtsdaten bekannt.

## Torschützen
- Erster Torschütze: Héctor Facundo (Argentinien) in der 4. Minute des Spiels gegen Bulgarien
- Jüngster Torschütze: Georgi Sokolow (Bulgarien) mit 19 Jahren
- Ältester Torschütze: Francisco Zuluaga (Kolumbien) mit 33 Jahren
- Erster Torschütze in 2 WM-Endspielen: Vavá (Brasilien, 1958 und 1962)
- Schnellster Torschütze: Václav Mašek (Tschechoslowakei) in der 15. Sekunde des Gruppen-Spiels gegen Mexiko (bis 2002 schnellstes Tor der WM-Geschichte)
- Dražan Jerković (Jugoslawien) erzielte beim 3:1-Sieg gegen Uruguay das 600. WM-Tor

### Die besten Torschützen
Erstmals erzielten sechs Spieler mit je vier Toren die meisten Tore. Daher wurde der Brasilianer Garrincha von der FIFA per Los zum Torschützenkönig bestimmt.
| Rang | Spieler         | Tore |
| ---- | --------------- | ---- |
| 1    | Flórián Albert  | 4    |
|      | Garrincha       | 4    |
|      | Walentin Iwanow | 4    |
|      | Dražan Jerković | 4    |
|      | Leonel Sánchez  | 4    |
|      | Vavá            | 4    |
| 7    | Amarildo        | 3    |
|      | Milan Galić     | 3    |
|      | Adolf Scherer   | 3    |
|      | Lajos Tichy     | 3    |

| Rang | Spieler            | Tore |
| ---- | ------------------ | ---- |
| 11   | Giacomo Bulgarelli | 2    |
|      | Ron Flowers        | 2    |
|      | Wiktor Ponedelnik  | 2    |
|      | Jaime Ramírez      | 2    |
|      | Eladio Rojas       | 2    |
|      | José Sasía         | 2    |
|      | Uwe Seeler         | 2    |
|      | Jorge Toro         | 2    |
|      | Igor Tschislenko   | 2    |

Darüber hinaus gab es 35 Spieler mit einem Treffer.
Torschützenkönig des gesamten Wettbewerbs wurde der Tschechoslowake Adolf Scherer mit 8 Toren.

## Trainer
- Jüngster Trainer: Juan Carlos Lorenzo (Argentinien) mit 39 Jahren
- Nur Spanien, die Schweiz und die Tschechoslowakei wurden von einem ausländischen Trainer betreut, dem Argentinier Helenio Herrera, dem Österreicher Karl Rappan, der die Schweiz schon 1938 und 1954 betreut hatte bzw. dem Österreicher Rudolf Vytlačil.
- Rudolf Vytlačil war der zweite ausländische Trainer, der mit der von ihm betreuten Mannschaft das Finale erreichte und verlor.
- Sepp Herberger war der letzte im 19. Jahrhundert geborene Trainer, der bei einer WM tätig war. Er erhöhte seinen eigenen Rekord bei dieser WM auf insgesamt 18 WM-Spiele und war der erste Trainer, der an vier WM-Endrunden teilnahm. Sein Rekord wurde erst von seinem Nachfolger Helmut Schön mit dem WM-Finale 1974 überboten und bei der WM 1978 auf die bis heute nicht überbotene Zahl von 25 WM-Spielen gesteigert.

## Qualifikation
- Für diese WM hatten sich 56 Mannschaften gemeldet, vier mehr als vier Jahre zuvor.
- Chile als Gastgeber und Brasilien als Titelverteidiger waren automatisch qualifiziert
- Uruguay, das zuvor als Gastgeber oder Titelverteidiger automatisch oder weil Gegner zurückzogen kampflos qualifiziert war bzw. nicht teilnahm und sich vier Jahre zuvor nicht qualifizieren konnte, gelang erstmals die sportliche Qualifikation.
- Schweden konnte sich als erster unterlegener Finalist der vorherigen WM nicht qualifizieren. Dabei hatten die Schweden in ihrer Qualifikationsgruppe vor der punktgleichen Schweiz zwar die bessere Tordifferenz, da diese aber nicht zählte, gab es ein Entscheidungsspiel, das die Schweden in Berlin mit 1:2 verloren.
- Ebenso erging es dem vorherigen Dritten Frankreich, der gegenüber den punktgleichen Bulgaren die bessere Tordifferenz hatten, aber das Entscheidungsspiel mit 0:1 in Mailand verlor, wodurch Bulgarien erstmals teilnehmen konnte.
- Da Rumänien verzichtete, musste Gruppengegner Italien gegen den Sieger der Nahost-Gruppe Israel antreten und gewann beide Spiele.
- Auch Österreich zog sich vor der Qualifikation zurück. Daher musste der Sieger der Spiele zwischen Spanien und Wales gegen den Sieger der Afrika-Qualifikation antreten. Spanien konnte sich dabei gegen Marokko durchsetzen.
- Da Island verzichtete, musste der Sieger der Spiele zwischen Polen und Jugoslawien gegen den Sieger der Asien-Qualifikation antreten. Jugoslawien konnte sich dabei gegen Südkorea durchsetzen.
- Durch diese Erfolge blieben zum letzten Mal bei einer WM-Endrunde die Mannschaften aus Europa und den beiden Amerikas unter sich.

## Besonderheiten
- Bei dieser WM war erstmals die Tordifferenz für die Platzierung bei Punktgleichheit verantwortlich.
- Erstmals trafen zwei ehemalige Weltmeister (Deutschland und Italien) in einem WM-Spiel aufeinander
- Brasilien konnte als zweite und bis heute letzte Mannschaft den Titel verteidigen.
- Das Finale war das zweite zwischen Mannschaften verschiedener Konföderationen und wie vier Jahre zuvor konnte die südamerikanische gegen die europäische Mannschaft gewinnen.
- Deutschland, das seit 1934 bis zum Ende der WM 1958 in 18 Spielen immer mindestens ein Tor schoss, konnte im ersten Spiel der WM 1962 erstmals kein Tor erzielen
- Deutschland spielte bei dieser WM zum dritten Mal in Folge im Viertelfinale gegen Jugoslawien, keine Viertelfinalpaarung gab es öfter – verlor aber erstmals gegen die Jugoslawen ein WM-Spiel.
- Mexiko konnte nach 13 sieglosen WM-Spielen erstmals ein WM-Spiel gewinnen, wobei erstmals in der 90. Minute ein Strafstoß gegeben und verwandelt werden konnte.
- Für Bulgarien begann bei dieser WM die längste Serie von Spielen ohne einen Sieg: 17 Spiele bis 1994
- Ladislav Novák (Tschechoslowakei) stellte den Rekord von Billy Wright mit drei Teilnahmen und 10 Einsätzen als Spielführer bei WM-Turnieren ein, kam aber auf insgesamt 12 Einsätze, was erst 1978 vom Polen Kazimierz Deyna überboten wurde.
- Das 4:4 zwischen Kolumbien und der UdSSR ist das torreichste Unentschieden in einem WM-Spiel nach 90 Minuten. Zuvor gab es noch ein 4:4 nach Verlängerung bei der WM 1954 zwischen England und Belgien, das nach 90 Minuten 3:3 stand.
- Chile wurde als erster Gastgeber Dritter, was zudem Italien 1990 und Deutschland 2006 gelang
- Der erste Europameister UdSSR schied im Viertelfinale aus.

## Fortlaufende Rangliste
| Rang | Mannschaft               | Teilnahmen | Spiele | Siege | Unentschieden | Niederlagen | Tore  | Tordifferenz | Punkte |
| ---- | ------------------------ | ---------- | ------ | ----- | ------------- | ----------- | ----- | ------------ | ------ |
| 1    | Brasilien (=)            | 7          | 29     | 19    | 5             | 5           | 80:36 | +44          | 43:15  |
| 2    | BR Deutschland (=)       | 5          | 22     | 12    | 4             | 6           | 55:43 | +12          | 28:16  |
| 3    | Italien ↑1               | 5          | 17     | 11    | 2             | 4           | 36:20 | +16          | 24:10  |
| 4    | Ungarn ↑1                | 5          | 20     | 11    | 2             | 6           | 62:27 | +35          | 24:14  |
| 5    | Uruguay ↓2               | 4          | 16     | 11    | 1             | 4           | 50:23 | +27          | 23:9   |
| 6    | Jugoslawien ↑1           | 5          | 19     | 9     | 3             | 7           | 33:27 | +6           | 21:17  |
| 7    | Tschechoslowakei ↑4      | 5          | 19     | 8     | 3             | 8           | 30:29 | +1           | 19:19  |
| 8    | Schweden ↓2              | 4          | 16     | 8     | 2             | 6           | 38:35 | +3           | 18:14  |
| 9    | Chile ↑6                 | 3          | 12     | 7     | 0             | 5           | 20:17 | +3           | 14:10  |
| 10   | Frankreich ↓2            | 5          | 14     | 7     | 0             | 7           | 36:28 | +8           | 14:14  |
| 11   | Argentinien ↑1           | 4          | 12     | 6     | 1             | 5           | 27:25 | +2           | 13:11  |
| 12   | Österreich ↓3            | 3          | 12     | 6     | 1             | 5           | 26:26 | ±0           | 13:11  |
| 13   | Spanien (=)              | 3          | 12     | 5     | 2             | 5           | 16:18 | −2           | 12:12  |
| 14   | Schweiz ↓4               | 5          | 15     | 5     | 2             | 8           | 27:35 | −8           | 12:18  |
| 15   | England ↓1               | 4          | 14     | 3     | 5             | 6           | 19:21 | −2           | 11:17  |
| 16   | Sowjetunion ↑3           | 2          | 9      | 4     | 2             | 3           | 14:13 | +1           | 10:8   |
| 17   | Paraguay ↓1              | 3          | 7      | 2     | 2             | 3           | 12:19 | −7           | 6:8    |
| 18   | Vereinigte Staaten ↓1    | 3          | 7      | 3     | 0             | 4           | 12:21 | −9           | 6:8    |
| 19   | Wales ↓1                 | 1          | 5      | 1     | 3             | 1           | 4:4   | ±0           | 5:5    |
| 20   | Nordirland (=)           | 1          | 5      | 2     | 1             | 2           | 6:10  | −4           | 5:5    |
| 21   | Kuba (=)                 | 1          | 3      | 1     | 1             | 1           | 5:12  | −7           | 3:3    |
| 22   | Rumänien (=)             | 3          | 5      | 1     | 1             | 3           | 8:12  | −4           | 3:7    |
| 23   | Mexiko ↑3                | 5          | 14     | 1     | 1             | 12          | 12:43 | −31          | 3:25   |
| 24   | Türkei ↓1                | 1          | 3      | 1     | 0             | 2           | 10:11 | −1           | 2:4    |
| 25   | Kolumbien (N)            | 1          | 3      | 0     | 1             | 2           | 5:11  | −6           | 1:5    |
| 26   | Bulgarien (N)            | 1          | 3      | 0     | 1             | 2           | 1:7   | −6           | 1:5    |
| 27   | Schottland ↓3            | 2          | 5      | 0     | 1             | 4           | 4:14  | −10          | 1:9    |
| 28   | Belgien ↓3               | 4          | 6      | 0     | 1             | 5           | 8:20  | −12          | 1:11   |
| 29   | Polen ↓2                 | 1          | 1      | 0     | 0             | 1           | 5:6   | −1           | 0:2    |
| 30   | Norwegen ↓2              | 1          | 1      | 0     | 0             | 1           | 1:2   | −1           | 0:2    |
| 31   | Ägypten ↓2               | 1          | 1      | 0     | 0             | 1           | 2:4   | −2           | 0:2    |
| 32   | Niederländisch-Indien ↓2 | 1          | 1      | 0     | 0             | 1           | 0:6   | −6           | 0:2    |
| 33   | Peru ↓2                  | 1          | 2      | 0     | 0             | 2           | 1:4   | −3           | 0:4    |
| 34   | Niederlande ↓2           | 2          | 2      | 0     | 0             | 2           | 2:6   | −4           | 0:4    |
| 35   | Südkorea ↓2              | 1          | 2      | 0     | 0             | 2           | 0:16  | −16          | 0:4    |
| 36   | Bolivien ↓2              | 2          | 2      | 0     | 0             | 2           | 0:16  | −16          | 0:6    |

- Anmerkung: Kursiv gesetzte Mannschaften waren 1962 nicht dabei, die fett gesetzte Mannschaft gewann das Turnier